# Listă de seriale științifico-fantastice de groază
Aceasta este o listă de seriale de televiziune (care conțin și episoade) create atât în genul științifico-fantastic cât și de groază:

## .
- 4400 (Cei 4400) (2004)
- 5ive Days to Midnight (Cinci zile până mori) (2004)
- 666 Park Avenue (2012)

## A
- Alphas (2011)
- Angel (1999)
- American Horror Story (2011)

## B
- Babylon 5 (franciză)  (1994)
- Battlestar Galactica (2004)
- Being Human (2008)
- Being Human (2011)
- Buffy the Vampire Slayer (Buffy, spaima vampirilor) (1997)

## D
- Dark Angel (serial TV) (2000)
- Dead Zone (Împotriva destinului)
- Doctor Who (franciză)
- Dollhouse (2009)

## E
- Earth 2 (1994)
- The Event (2010)

## F
- Fact or Faked: Paranormal Files (2010)
- Falling Skies (2011)
- Farscape (1999)
- FlashForward (2009)
- Fringe (2008)

## H
- Hemlock Grove - (2012)
- Heroes (serial TV) (2006)
- Highlander (Nemuritorul) (1992)

## I
- Invasion (Călătorii în necunoscut) (2005)

## J
- Jake 2.0 (2003)
- John Doe (serial TV) ( Misteriosul John Doe) (2002)

## K
- Kyle XY (2006)

## L
- Lost (Naufragiații)
- Lost Girl (2010)

## M
- Masters of Science Fiction (2007)
- Millennium (1996)
- Misfits (2009)
- The Mist (2017)

## N
- Nightmares & Dreamscapes: From the Stories of Stephen King (Vise și coșmaruri: Poveștile lui Stephen King) (2006)
- No Ordinary Family (2010)

## O
- The Outer Limits (La limita imposibilului) (1963)

## P
- Poltergeist: The Legacy (1996)

## S
- Sanctuary (serial TV) (Refugiul) (2009)
- Smallville (2001)
- Supernatural (2005)
- Star Trek (franciză) (1966)

## T
- Terminator: The Sarah Connor Chronicles (2008)
- Terra Nova (2011)
- The Twilight Zone
- Threshold (2005)
- Torchwood (2006)
- Twin Peaks (1990)

## U
- Under the Dome (2013)

## V
- V (Vizitatorii) (2009)
- The Vampire Diaries (Jurnalele Vampirilor) (2009)

## W
- Tales from the Crypt
- The Walking Dead (serial TV)

## X
- The X-Files (Dosarele X)

## Q
- Quantum Leap (1989)